# Caiapó (Pirapetinga)
Caiapó é um distrito do município brasileiro de Pirapetinga, estado de Minas Gerais. Localiza-se a sudoeste da sede municipal, da qual dista cerca de 10 quilômetros. Foi criado em 12 de dezembro de 1948 pela lei n° 336.